# 逞仰之役
「逞仰之役」は、万暦11年1583に北關イェヘの西城主・逞加奴チンギャヌと東城主・仰加奴ヤンギヌが明軍の策略に嵌り殺害された戦役。
南關ハダ国内の混乱に乗じて勢力を伸長させたチンギャヌ・ヤンギヌ兄弟は、海西女直における覇権を力で奪い取ろうとしたものの、事前に対策を講じていた明軍による包囲攻撃を受け、志半ばで殺害された。これを承け、ハダ討滅および勅書・旧領奪回の遺志は、チンギャヌ子ブジャイとヤンギヌ子ナリムブルに引き継がれた。

## 経緯
万暦10年1582にハダ国グルンの王台ワンが死去したことを承け、それまでワンの羈縻下にあった北關イェヘ西城主チンギャヌ・東城主ヤンギヌ兄弟は、ワンの子で第二代ハダ国主ベイレのフルガンとの対決姿勢を顕わにした。しかしフルガンは即位間も無く世を去り、次の国主の重任はワンの末子メンゲブルに降った。女直の安定を図るにはハダの影響力が何よりも重要と考えた明朝は、統帥力にかける当時弱冠19歳のメンゲブルに入貢勅書を授け、同時に父ワンが明から授かった龍虎将軍の地位を承襲させた。明朝の後援を得たことで、メンゲブルは正式にハダ統治を担うことになった。

### 猛骨孛羅ト與ニ相ヒ攻擊ス
翌11年1583の旧暦春、チンギャヌ・ヤンギヌ兄弟は属部の武速魯哈に土産をもたせて北虜の土妹の屯営に派遣し、さらに孛背を龍兔・伯言などに遣わし、それぞれに軍事援助を求めた。以兒鄧は要請に対し見返りとして女を要求した。一方で兄弟はチャハル部当主トゥメン･ジャサクトゥ･カアンにも使者を遣わし、フルガン討伐の援助を求めていた。
この時、威遠堡の女直・阿哈孛羅らはチンギャヌ・ヤンギヌ兄弟に強いられてイェヘの地に徙民させられ、同堡の一帯は無人の地となりはてていた。兄弟は白虎赤らを率いてフルガン所部の把吉・把太の諸寨を襲撃し、馬24匹と盔甲4副を掠奪し、5人を殺害した。さらに近傍の把兒計寨を襲撃し、室廬1所を焼き払い、男婦4人を拉致し、牛驢8頭を掠奪した。

### 猛骨孛羅ヲ圖危ス
兄弟はつづけて甕可大・者兒・忙吉らと策応してメンゲブル討伐を謀った。兄弟の許には方々からつわものが集い、その規模は10,000餘名の多きにのぼった。そして揚々と馬を駆り、メンゲブルへの挑発を始めた。メンゲブルと、長兄フルガンの子ダイシャンは、兵2,000を率いてイェヘ勢の駆逐を図ったが、300名が殺害され、甲冑150着が掠奪された。これで勢いに乗ったチンギャヌ・ヤンギヌ兄弟は、猛骨太・那木寨の兵を率いてメンゲブルおよび猛乞阿羅と招二必の部落を襲撃し、家屋と田畑をことごとく火の海にして去った。
女直安定のためハダの衰亡を回避したい明朝は、物資の提供を以てチンギャヌ・ヤンギヌ兄弟の懐柔を図った。しかし兄弟は、帰順の交換条件に把吉・把太・メンゲブル・三馬兔 (メンゲブル兄) 所属の一切とハダの入貢勅書をイェヘに割譲するよう求め、然らずんば、武力に訴えてハダを潰すまで攻撃を続けるとやりかえした。兄弟はその後も猛乞・因革・來力紅所属の3部落を支配下に収め、メンゲブル・三馬兔所有の荘園各10箇所、ダイシャン所有の荘園1箇所を焼き払った。猛乞台失はイェヘ側に寝返り、100餘りの家がハダから離叛した。
同年の旧暦冬、チンギャヌ・ヤンギヌ兄弟はチャハル部当主トゥメン･ジャサクトゥ･カアンと策応し、開原・鉄嶺・遼陽・瀋陽を襲撃すると明側に宣告した。それを承けてメンゲブルとは一旦休戦となったが、兄弟は寬奠の酋長・孛勒法と密かに策応して明の辺塞への侵入を謀った。2,000騎を率いる兄弟は10騎ほどを威遠堡の後臺から進入させたが、明側が大砲を鳴らした為に計画は失敗におわった。続いてホルチン部・恍忽大ウンガダイの兵2,000餘騎を率いて廣順關の沙大亮寨を潰し、一面を火の海にした挙句、300人を拉し去った。その頃、チャハルのトゥメン･ジャサクトゥ･カアンおよびハルハ･バリンの速把亥スバハイの子らは十餘万騎を集結させて広寧・遼陽・瀋陽・開原・鉄嶺への襲撃を企てていた。北虜の老思と卜兒亥、および女真の主卜哈からの密告を受けた明側は、総兵官の李成梁が開原から40里の中固に兵を集め、大砲の音が鳴るとともに敵勢を追跡し、その巣窟を取り囲んで集中砲火を浴びせる計画を立てた。明側は再び備禦使・霍九臯の派遣して掠奪計画の中止を求め、もし敵が拒絶すれば、精兵数万を率いて殲滅することに決まった。

### 逞仰二奴ヲ斬獲ス
その頃、チンギャヌ・ヤンギヌ兄弟はまたもホルチン部ウンガダイの2,000餘騎を率い、武装して鎭北關に訪った。武力を恃んで厚賞を求める兄弟に対し、霍九臯らは褒賞を求める者の態度でないと詰った。そこで兄弟は、人数を300人に減らした上で、鎭北關ではなく圈門での交渉を提案した。兄弟との決着をつけるいい機会だと踏んだ明側は、臺御史・李松の指示で兵士を平服に着替えさせ、開原城に潜伏させた。東南隅に李寧・李興、南甕城に劉言・李維藩、西南隅に宿振武・霍九臯をそれぞれしのばせ、李松と任天祚は南楼で兄弟を待ち受けた。兄弟らが圈門を入り、なおも招撫に順わない場合は一斉に大砲を鳴し、それを合図に一斉攻撃をしかけるという指示を伝達させたころ、そこに兄弟が到着した。兄弟らは明の辺吏を前に馬から降りようとせず、横柄な態度をみせた。無礼をとがめた霍九臯が馬から引き下ろそうとしたところ、兄弟の目配せを受けた白虎赤が剣を抜いて斫りつけた。右臂を負傷したものの、霍九臯はすぐさま斬り返し、たちまちの内に両者は戦闘状態に突入した。事前の計画にしたがい大砲が雷鳴のごとくけたたましい音を立てると、宿振武・李寧・李興らが馳せ参じ、チンギャヌ・ヤンギヌ兄弟、および腹心の白虎赤、さらにヤンギヌの子・哈兒と哈嘛、チンギャヌの次子・兀孫孛羅ら、都合311の首級をあげた。
李松は、塞上に屯結している残党の追殺を下達し、さらに中固に潜伏していた李成梁も大砲の音をききつけて、新寨で斬捕1,251級、馬鹵獲1,073匹・武器無数という圧倒的勝利をおさめた。逃げ延びた残党はチンギャヌ・ヤンギヌの巣窟へ逃げ込み、明軍はそれを包囲して出口を封鎖した。翌朝になって敵勢が這い出てくると、メンゲブルの統制を受けること、および辺塞掠奪を金輪際しないことを約束させた。

## 脚註

### 典拠
1. ↑  “東三邊二 (卜寨・那林孛羅列傳)”. 萬曆武功錄. 11. pp. 35-43. "曩時逞仰之役。虜不至三百人。……"
2. ↑  “列傳十 (楊吉砮兄清佳砮)”. 清史稿. 223
3. ↑  “萬曆12年1584 1月25日段61713”. 神宗顯皇帝實錄. 145
4. 1 2  “東三邊二 (逞加奴・仰加奴列傳)”. 萬曆武功錄. 11. pp. 27-34
5. ↑  “海西女直通攷”. 東夷考畧

### 註釈
1. ↑  「逞仰之役」という表記は『萬曆武功錄』(卜寨・那林孛羅列傳)[1]にみえる。
2. ↑  『清史稿』(楊吉砮兄清佳砮)[2]では万暦12年としている。『神宗顯皇帝實錄』[3]および『萬曆武功錄』(逞加奴・仰加奴列傳)[4]では万暦11年旧暦12月としている。そのほか『東夷考畧』(海西女直通攷)[5]も万暦11年旧暦12月としている。ここでは明代史料に拠る。
3. ↑  北虜は当時海西女直の北にあった蒙古勢力を指す。その中でも有力であったのが北元の宗室とされるチャハル部で、それに従う五部ハルハ (スバハイのバアリン部など) やノン･ホルチンなどを含む。

## 文献

### 実録
＊中央研究院歴史語言研究所版
- 顧秉謙, 他『神宗顯皇帝實錄』崇禎3年1630 (漢)
- 編者不詳『滿洲實錄』乾隆46年1781 (漢)
  - 『ᠮᠠᠨᠵᡠ ᡳ ᠶᠠᡵᡤᡳᠶᠠᠨ ᡴᠣᠣᠯᡳmanju i yargiyan kooli』乾隆46年1781 (満) ＊今西春秋版
    - 今西春秋『満和蒙和対訳 満洲実録』刀水書房, 昭和13年1938訳, 1992年刊

### 史書
- 瞿九思『萬曆武功錄』万暦40年1612 (漢) ＊國學文庫版
- 茅瑞徵『東夷考畧』天啓1年1621 (漢) ＊燕京図書館 (ハーバード大学) 所蔵版
- 張廷玉, 他『明史』乾隆4年1739 (漢)
- 趙爾巽『清史稿』清史館, 民国17年1928 (漢) ＊中華書局版

### Web
- 「明實錄、朝鮮王朝実録、清實錄資料庫」中央研究院歴史語言研究所 (台湾)